# Talheim (Tuttlingen)
Talheim è un comune tedesco di 1 279 abitanti,, situato nel land del Baden-Württemberg.